# Fejervarya andamanensis
Fejervarya andamanensis är en groddjursart som först beskrevs av Ferdinand Stoliczka 1870.  Fejervarya andamanensis ingår i släktet Fejervarya och familjen Dicroglossidae. IUCN kategoriserar arten globalt som livskraftig. Inga underarter finns listade i Catalogue of Life.